# Steg för steg
Steg för steg är ett album av den svenska popsångerskan Carola Häggkvist, utgivet 1984. Albumet producerades av Lasse Holm och Lennart Sjöholm. På albumlistorna placerade sig albumet som bäst på 1:a plats i Sverige och 2:a plats i Norge.
Albumet släpptes även internationellt och hette då Carola...With Love i Kanada och Europa, i England hette albumet däremot Thunder and Lightning.
1992 återutkom albumet på CD.

## Låtlista

### Skandinavien
1. "Tommy tycker om mej"
2. "Jag har funnit mig själv"
3. "Det regnar i Stockholm"
4. "I am a Woman, I am"
5. "Som en fjäril"
6. "Radio Love"
7. "Steg för steg"
8. "Thunder and Lightning"
9. "Tokyo"
10. "Ännu en dag"
11. "I think I Like it"
12. "När festen tagit slut"
13. "60's Medley"

### Kanada
1. "Tommy Loves Me"
2. "I Think I Like It"
3. "Thunder And Lightning"
4. "Tokyo"
5. "Hunger"
6. "It's Raining In Stockholm"
7. "You're Still On My Mind"
8. "One By One"
9. "Life"
10. "Love Isn't Love"
11. "Let There Be Love"
12. "Radio Love"

### Europa
1. "You're Still On My Mind"
2. "One By One"
3. "Life"
4. "Love Isn't Love"
5. "Let There Be Love"
6. "Radio Love"
7. "I Think I Like It"
8. "Tommy Loves Me"
9. "Albatros"
10. "Thunder and Lightning"
11. "Tokyo"
12. "Hunger"
13. "It's Raining In Stockholm"

### England
1. "Tommy Loves Me"
2. "You're Still On My Mind"
3. "It's Raining In Stockholm"
4. "I Am A Woman I Am"
5. "Butterfly"
6. "Radio Love"
7. "One By One"
8. "Thunder And Lightning"
9. "Tokyo"
10. "Let There Be Love"
11. "I Think I Like It"
12. "Morning Star"
13. "Medley"

## Listplaceringar
| Lista (1984) | Topplacering |
| ------------ | ------------ |
| Norge        | 2            |
| Sverige      | 1            |

### Fotnoter
1. ↑  ”Carola Häggkvist”. http://www.carola.com/?sid=release&id=407. Läst 3 juni 2011.
2. ↑  ”Carola Häggkvist”. http://www.carola.com/?sid=release&id=408. Läst 3 juni 2011.
3. ↑  ”Svensk mediedatabas”. http://smdb.kb.se/catalog/id/001889592. Läst 2 juni 2011.
4. ↑  ”Svensk mediedatabas”. http://smdb.kb.se/catalog/id/001503885. Läst 2 juni 2011.
5. ↑  Listplacering
6. ↑  Listplacering